# 谷川浩道
谷川 浩道（たにがわ ひろみち, 1953年7月17日 - ）は、日本の官僚、実業家。西日本フィナンシャルホールディングス代表取締役会長。西日本シティ銀行代表取締役会長。

## 略歴
福岡県出身。福岡県立修猷館高等学校を経て、1976年東京大学法学部を卒業し、大蔵省（現・財務省）入省。2011年5月、西日本シティ銀行入行、2013年6月、同行代表取締役副頭取就任、2014年6月、同行代表取締役頭取就任。2016年10月、西日本フィナンシャルホールディングスの設立に伴い代表取締役社長就任。2021年6月、西日本シティ銀行代表取締役会長兼西日本フィナンシャルホールディングス代表取締役副会長就任。2024年6月、西日本フィナンシャルホールディングス代表取締役会長就任。
福岡銀行頭取を務めた柴戸隆成とは修猷館高校の同級生であり、共に2014年6月27日に頭取に就任している。
2018年6月、全国地方銀行協会副会長に就任。2021年6月、福岡商工会議所会頭に就任。福岡県商工会議所連合会及び九州商工会議所連合会の会長、日本商工会議所副会頭を兼務。日本会議福岡名誉顧問も務める。

## 職歴
- 1976年  4月　大蔵省入省
- 1991年  7月 　　同　大臣官房企画官 兼 理財局資金第一課
- 1993年  5月　外務省在アメリカ合衆国日本国大使館参事官
- 1996年  7月　大蔵省証券局公社債市場室長
- 1997年  7月　東京都政策報道室特命担当部長
- 1998年  7月 　　同　保健福祉部長
- 1999年  7月　大蔵省大臣官房政策金融課長
- 2000年  6月 　　同　近畿財務局金融安定監理官
- 2002年  7月　金融庁検査局総務課長
- 2003年  7月　預金保険機構検査部長
- 2004年  7月 　　同　　　　財務部長
- 2005年  6月　財務省横浜税関長
- 2008年  7月 　　同　大臣官房審議官
- 2008年 10月　㈱日本政策金融公庫常務取締役
- 2011年  5月　㈱西日本シティ銀行　 顧問
- 2011年  6月　 　　　同　　　　　　取締役専務執行役員
- 2012年  6月　 　　　同　　　　　　代表取締役専務執行役員
- 2013年  6月　 　　　同　　　　　　代表取締役副頭取
- 2014年  6月　 　　　同　　　　　　代表取締役頭取
- 2016年 10月 　㈱西日本フィナンシャルホールディングス代表取締役社長
- 2020年 11月  福岡商工会議所 副会頭
- 2021年  6月　 福岡商工会議所 会頭(現職)
　　　　 　 　 九州商工会議所連合会 会長(現職)
　　　　 　 　 日本商工会議所　副会頭（現職）
- 2021年  6月　 ㈱西日本フィナンシャルホールディングス代表取締役副会長
　　　　 　 　 ㈱西日本シティ銀行 代表取締役会長（現職）
- 2024年  6月　 ㈱西日本フィナンシャルホールディングス代表取締役会長（現職）